# 图尔库应用科学大学

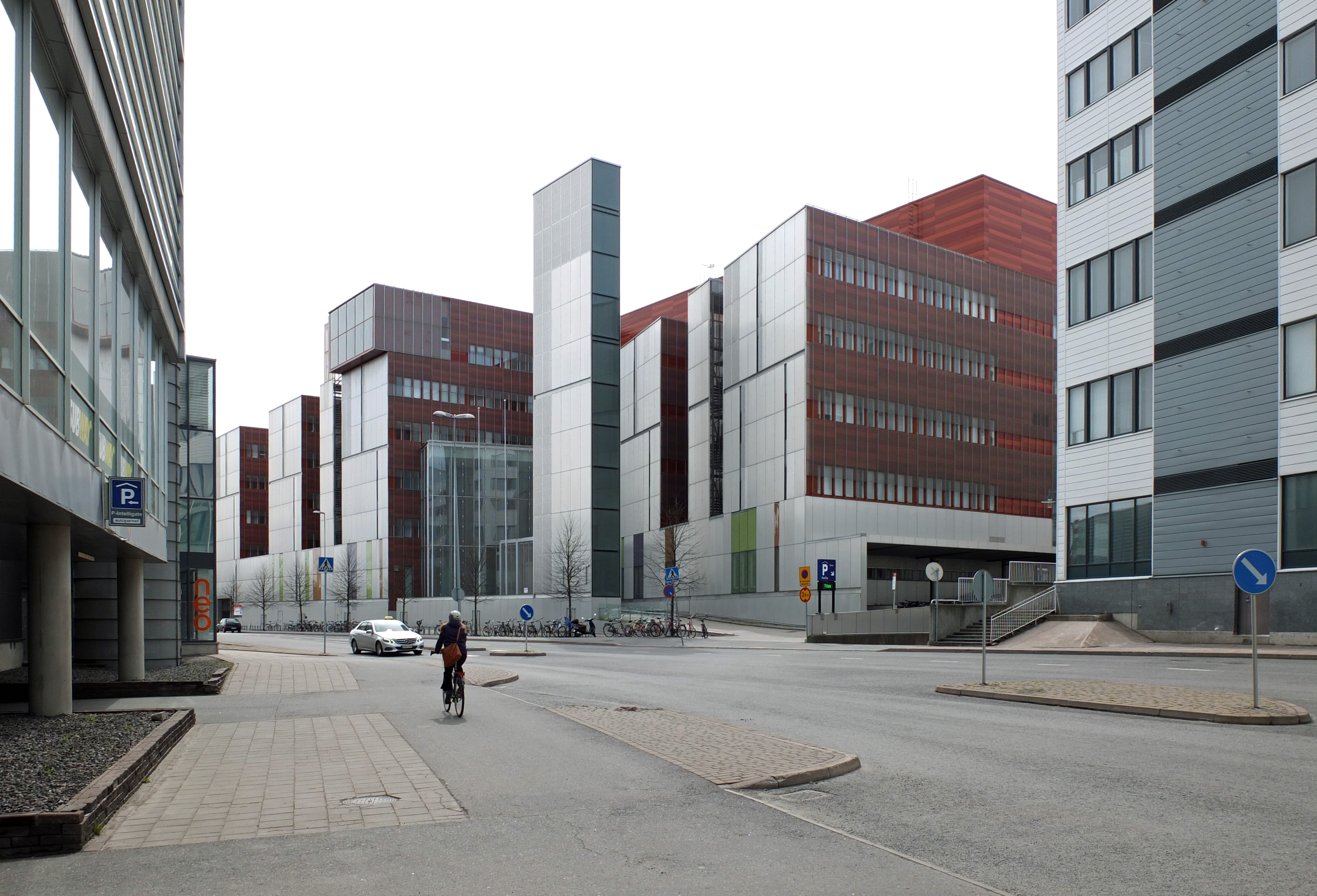
位于图尔库的一个校区

图尔库应用科学大学（芬蘭語：Turun ammattikorkeakoulu），是芬兰的一所应用科学大学。该大学由芬兰教育文化部监督及认证。校区位于芬兰图尔库和萨洛。2021年学生数量约为11,000人，教职工800人。